# Водне поло на Чемпіонаті світу з водних видів спорту 2015 — склади жіночих команд
У статті представлено склади збірних, які взяли участь у жіночому турнірі з водного поло на Чемпіонаті світу з водних видів спорту 2015 у Казані (Росія).

## Група A

### Канада
- Джессіка Годро
- Крістіна Алогбо
- Катріна Монтон
- Емма Райт
- Моніка Еггенс
- Келлі Маккі
- Жоель Бехазі
- Ше Фурньє
- Кармен Еггенс
- Крістін Робінсон
- Стефані Валін
- Домінік Перро
- Нікола Колтерджон

### Казахстан
- Олександра Жаркімбаєва
- Аружан Єгембердиєва
- Айжан Акілбаєва
- Анна Турова
- Каміла Закірова
- Оксана Тихонова
- Заміра Мирзабекова
- Оксана Сайчук
- Дар'я Муравйова
- Дар'я Рога
- Анастасія Міршина
- Ассем Муссарова
- Дар'я Рижинська

### Нова Зеландія
- Брук Міллар
- Ніколь Льюїс
- Сара Паттісон
- Даніель Льюїс
- Сімон Льюїс
- Сара Лендрі
- Міранда Чейс
- Кейтлін Лопес Да Сілва
- Емма Стоунмен
- Лаяна Денс
- Кірстен Гадсон
- Джасмін Майлз
- Кетрін Карноу

### Іспанія
- Лаура Естер
- Марта Бах
- Анна Еспар
- Паула Лейтон
- Матільде Ортіс
- Дженніфер Переха
- Клара Еспар
- Пілар Пенья
- Джудіт Форка
- Росер Тарраго
- Майка Гарсія
- Лаура Лопес
- Патрісія Еррера

## Група B

### Австралія
- Леа Янітсас
- Джемма Бідсворт
- Ганна Баклінг
- Голлі Лінкольн-Сміт
- Кісджа Гоферс
- Бронвен Нокс
- Ровена Вебстер
- Гленні Макгі
- Зое Арансіні
- Ешлі Саутерн
- Бронт Гелліген
- Нікола Загейм
- Келсі Вейкфілд

### Греція
- Елені Кувду
- Крістіна Цукала
- Стефанія Харалампіді
- Хрістіна Коція
- Маргаріта Плевріту
- Алкісті Авраміду
- Александра Асімакі
- Антігоні Румпесі
- Іоанна Харалампіді
- Тріантафіллія Маноліудакі
- Елефтерія Плевріту
- Елені Хенакі
- Хрісула Діамантопулу

### Нідерланди
- Лаура Аартс
- Ясемін Сміт
- Дагмар Генее
- Сабріна ван дер Слоот
- Амаренс Генее
- Номі Стомпхорст
- Маріус Нейхаус
- Вівіан Севеніх
- Мауд Мегенс
- Ісабелла ван Тоорн
- Ліке Клаассен
- Леоні ван дер Молен
- Деббі Віллемш

### ПАР
- Ребекка Томас
- Меган Паркес
- Кірен Пейлі
- Рубі Версфелд
- Меган Скулінг
- Аміка Галлендорфф
- Кімберлі Кай
- Делейні Крістієн
- Ліндсей Кіллін
- Дебора О'Ганлон
- Келсі Вайт
- Александр Гейскойн

## Група C

### Бразилія
- Тесс Олівейра
- Діана Абла
- Маріна Забліт
- Маріана Дуарте
- Лусіанне Барронкас
- Ізабелла Шяппіні
- Аманда Олівейра
- Луїза Карвалью
- Мелані Діас
- Вівіана Байя
- Лорена Боржес
- Габріела Монтельято
- Вікторія Шаморро

### Італія
- Джулія Горлеро
- К'яра Табані
- Аріанна Гаріботті
- Еліза Квіроло
- Фредеріка Радіччі
- Розарія Аєлло
- Таня ді Маріо
- Роберта Б'янконі
- Джулія Еммоло
- Франческа Помері
- Лаура Барцон
- Тереза Фрассінетті
- Лаура Теані

### Японія
- Рікако Міура
- Тіакі Сакануе
- Юрі Кадзама
- Сіно Маґаріяма
- Мое Наката
- Аяка Такахасі
- Юмі Накано
- Міцукі Хасіґуті
- Кана Хосоя
- Цубаса Морі
- Маріна Токумото
- Которі Судзукі
- Юко Умеда

### США
- Саманта Гілл
- Медді Масселмен
- Мелісса Сейдеманн
- Рейчел Феттел
- Еліс Вільямс
- Меггі Стеффенс
- Кортні Метьюсон
- Кейлі Гілкріст
- Ешлі Гроссман
- Кейлі Гілкріст
- Макензі Фішер
- Кемерін Крейґ
- Ешлі Джонсон

## Група D

### КНР
- Ян Цзюнь
- Тянь Цзяньнін
- Мей Сяохань
- Сюн Дуньхань
- Ню Гуаньнань
- Сунь Ятін
- Сун Дунлунь
- Чжан Цун
- Чжао Цзихань
- Чжан Вейвей
- Ван Сінянь
- Чжан Цзін
- Пен Лінь

### Франція
- Лорен Деренті
- Естель Мілло
- Леа Башельє
- Орор Сакре
- Луїз Гіє
- Жеральдін Має
- Марі Барб'є
- Маріон Тарді
- Люсі Сеска
- Соня Булукбаші
- Яель Десшампт
- Мікаела Жаскова
- Морган Шабріє

### Угорщина
- Флора Болоняй
- Дора Цігань
- Дора Анталь
- Дора Кіштелекі
- Габріелла Суч
- Оршоля Такач
- Анна Іллеш
- Ріта Кетсхельї
- Ілдіко Тот
- Барбара Буйка
- Крістіна Гарда
- Каталін Менцингер
- Едіна Гангль

### Росія
- Анастасія Верхоглядова
- Тетяна Зубкова
- Катерина Прокоф'єва
- Елвіна Карімова
- Катерина Зубачова
- Анастасія Симанович
- Катерина Лісунова
- Євгенія Абдрізякова
- Ганна Тимофєєва
- Катерина Танкеєва
- Євгенія Іванова
- Надія Яродайкіна
- Ганна Карнаух